# ميدجت ولجاست
ميدجت ولجاست (بالإنجليزية: Midget Wolgast)‏ مواليد 18 يوليو 1910 في فيلادلفيا - الوفاة 19 أكتوبر 1955 في فيلادلفيا، كان ملاكم محترف أمريكي صنّف ضمن فئة وزن الذبابة بدأ مسيرته الاحترافية سنة 1925. دخل قاعة مشاهير الملاكمة الدولية.

## إحصائيات
خاض خلال مسيرته 197 نزالا، فاز في 163 وتعادل في 15 وخسر في 37. فاز بالضربة القاضية في 17 نزالا.

## روابط خارجية
- ميدجت ولجاست على موقع بوكس ريك (الإنجليزية) (registration required)